# 賈維斯 (密蘇里州)
賈維斯（英語：Jarvis）是位於美國密蘇里州傑佛遜縣的非建制地區。

## 歷史
賈維斯的郵局於1888年設立，其後於1900年停運。

## 地理
賈維斯所處的海拔為高於海平面199米（即653英呎），而該地所採用的時區為UTC-6，即北美中部時區（CST）。同時該地設有夏令時間，為UTC-6調快一小時，即UTC-5（CDT）。